# 祖母島駅
祖母島駅（うばしまえき）は、群馬県渋川市祖母島にある、東日本旅客鉄道（JR東日本）吾妻線の駅である。
当駅を出ると、列車はすぐ吾妻川をわたり、岩島までは左岸を走る。

## 歴史
- 1959年（昭和34年）2月10日：開業[1][2]。
- 1987年（昭和62年）4月1日：国鉄分割民営化により、JR東日本の駅となる[2]。
- 2014年（平成26年）10月1日：東京近郊区間に編入される[3]。

## 駅構造
単式ホーム1面1線を有する地上駅である。
渋川駅管理の無人駅である。ホーム上に待合室が設置されているが、駅舎はないため、切符は車掌より購入する。渋川方面の風景を見ると上越新幹線の高架橋が見られる。

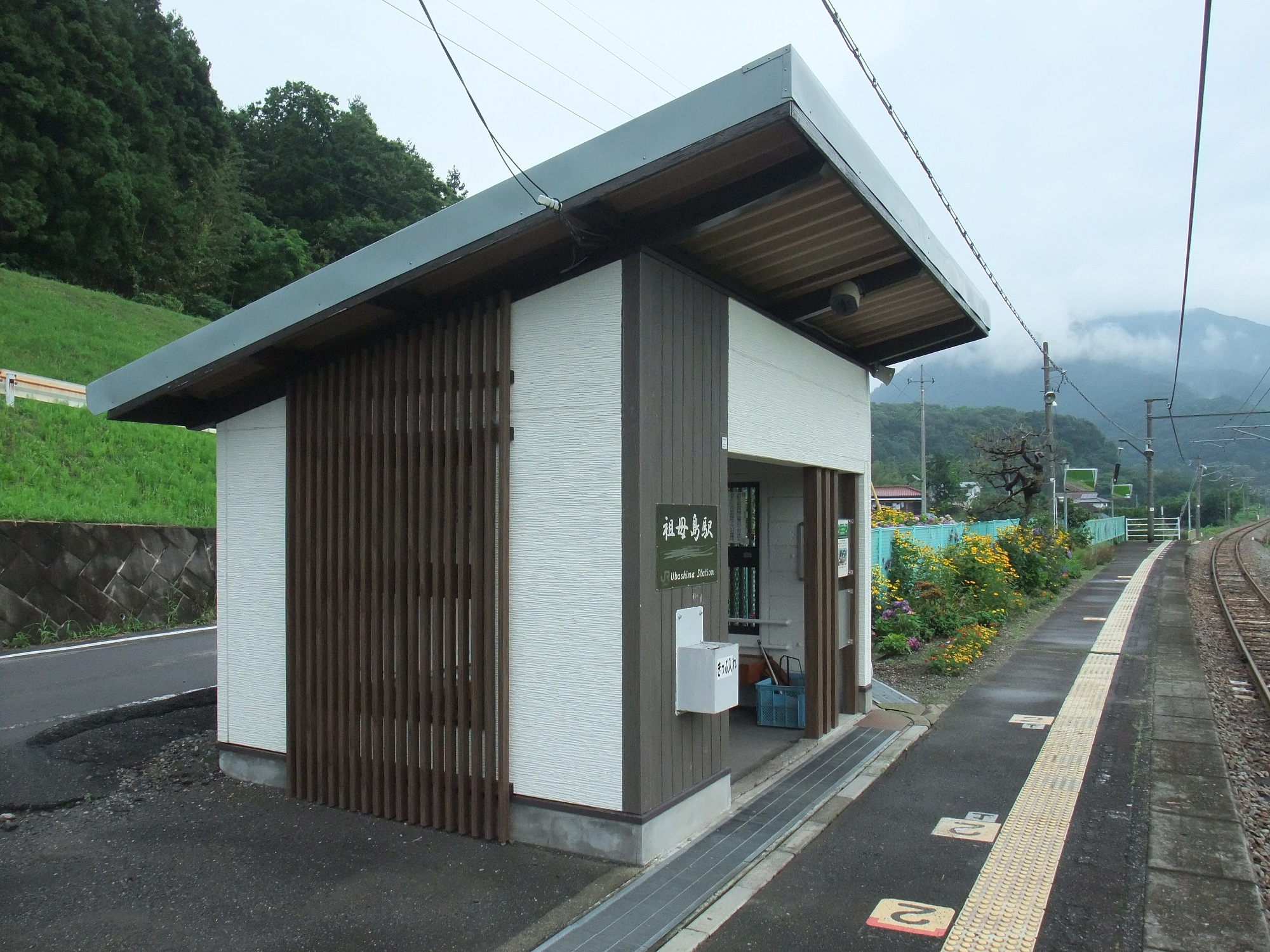
待合室（2012年7月）
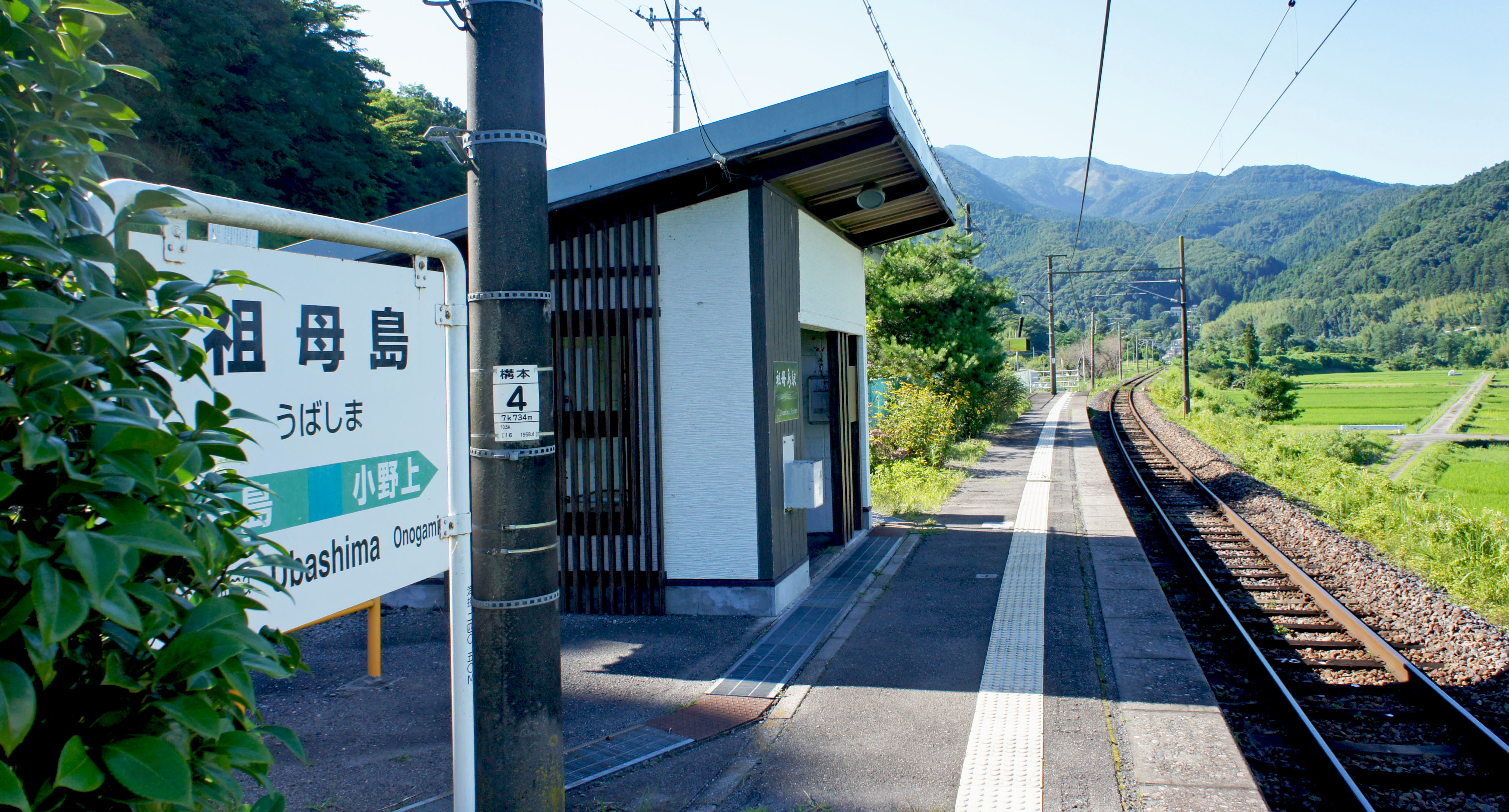
ホーム（2021年7月）

## 利用状況
「群馬県統計年鑑」によると、2000年度（平成12年度）- 2013年度（平成25年度）の1日平均乗車人員の推移は以下のとおりであった。
| 乗車人員推移       | 乗車人員推移     | 乗車人員推移 |
| 年度               | 1日平均 乗車人員 | 出典         |
| ------------------ | ---------------- | ------------ |
| 2000年（平成12年） | 42               | [ 県 1 ]     |
| 2001年（平成13年） | 40               | [ 県 2 ]     |
| 2002年（平成14年） | 36               | [ 県 3 ]     |
| 2003年（平成15年） | 35               | [ 県 4 ]     |
| 2004年（平成16年） | 31               | [ 県 5 ]     |
| 2005年（平成17年） | 33               | [ 県 6 ]     |
| 2006年（平成18年） | 26               | [ 県 7 ]     |
| 2007年（平成19年） | 27               | [ 県 8 ]     |
| 2008年（平成20年） | 26               | [ 県 9 ]     |
| 2009年（平成21年） | 24               | [ 県 10 ]    |
| 2010年（平成22年） | 20               | [ 県 11 ]    |
| 2011年（平成23年） | 17               | [ 県 12 ]    |
| 2012年（平成24年） | 23               | [ 県 13 ]    |
| 2013年（平成25年） | 21               | [ 県 14 ]    |

## 駅周辺
- 七社神社
- 木の間道祖神
- 道の駅おのこ - 第一吾妻川橋梁に併設されている歩道を渡って小野上地区の国道353号線沿いにある。
- 吾妻川
- 群馬県道35号渋川東吾妻線
- 吾妻木質バイオマス発電所[1]
- 渋川タウンバス「祖母島駅入口」停留所

## 隣の駅
東日本旅客鉄道（JR東日本）
■吾妻線
金島駅 - 祖母島駅 - 小野上駅

### 記事本文
1. 1 2 3 4 5 6  『週刊 JR全駅・全車両基地』 12号 大宮駅・野辺山駅・川原湯温泉駅ほか、朝日新聞出版〈週刊朝日百科〉、2012年10月28日、23頁。
2. 1 2 3  石野哲（編）『停車場変遷大事典 国鉄・JR編 Ⅱ』（初版）JTB、1998年10月1日、456頁。ISBN 978-4-533-02980-6。
3. ↑  「吾妻線にSuicaの一部サービスをご利用いただける駅が増えます (PDF)」（プレスリリース）、東日本旅客鉄道、2014年5月26日。2019年6月29日時点のオリジナル (PDF)よりアーカイブ。2020年5月24日閲覧。

### 利用状況
1. ↑  「121 JR鉄道一日平均輸送状況（平成12年度）」『過去データ』（xls）（レポート）群馬県。2025年6月18日閲覧。
2. ↑  「121 JR鉄道一日平均輸送状況（平成13年度）」『過去データ』（xls）（レポート）群馬県。2025年6月18日閲覧。
3. ↑  「15-9 JR鉄道一日平均輸送状況（平成14年度）」『過去データ』（xls）（レポート）群馬県。2025年6月18日閲覧。
4. ↑  「15-9 JR鉄道一日平均輸送状況（平成15年度）」『過去データ』（xls）（レポート）群馬県。2025年6月18日閲覧。
5. ↑  「15-8 JR鉄道一日平均輸送状況（平成16年度）」『過去データ』（xls）（レポート）群馬県。2025年6月18日閲覧。
6. ↑  「15-8 JR鉄道一日平均輸送状況（平成17年度）」『過去データ』（xls）（レポート）群馬県。2025年6月18日閲覧。
7. ↑  「15-8 JR鉄道一日平均輸送状況（平成18年度）」『過去データ』（xls）（レポート）群馬県。2025年6月18日閲覧。
8. ↑  「15-8 JR鉄道一日平均輸送状況（平成19年度）」『第55回群馬県統計年鑑（平成21年刊行）』（xls）（レポート）群馬県。2025年6月18日閲覧。
9. ↑  「15-8 JR鉄道一日平均輸送状況（平成20年度）」『第56回群馬県統計年鑑（平成22年刊行）』（xls）（レポート）群馬県。2025年6月18日閲覧。
10. ↑  「15-8 JR鉄道一日平均輸送状況（平成21年度）」『第57回群馬県統計年鑑（平成23年刊行）』（xls）（レポート）群馬県。2025年6月18日閲覧。
11. ↑  「15-8 JR鉄道一日平均輸送状況（平成22年度）」『第58回群馬県統計年鑑（平成24年刊行）』（xls）（レポート）群馬県。2025年6月18日閲覧。
12. ↑  「15-8 JR鉄道一日平均輸送状況（平成23年度）」『第59回群馬県統計年鑑（平成25年刊行）』（xls）（レポート）群馬県。2025年6月18日閲覧。
13. ↑  「15-8 JR鉄道一日平均輸送状況（平成24年度）」『第60回群馬県統計年鑑（平成26年刊行）』（xls）（レポート）群馬県。2025年6月18日閲覧。
14. ↑  「15-8 JR鉄道一日平均輸送状況（平成25年度）」『第61回群馬県統計年鑑（平成27年刊行）』（xls）（レポート）群馬県。2025年6月18日閲覧。